# مدر (المخادر)

تعديل مصدري - تعديل

مدر هي إحدى قرى عزلة بني سرحة بمديرية المخادر التابعة لمحافظة إب، بلغ تعداد سكانها 627 نسمة حسب تعداد اليمن لعام 2004.